# Кастаньеда, Оливерио
Оливерио Кастаньеда де Леон (исп. Oliverio Castañeda de León; 12 октября 1955, Гватемала — 20 октября 1978, там же) — гватемальский студенческий лидер левых взглядов, боровшийся за трудовые и гражданские права, при режиме генерала Ромео Лукаса Гарсии в 23-летнем возрасте убитый ультраправыми антикоммунистическими боевиками в столице Гватемалы.

## Активизм
Кастаньеда родился в Гватемале в семье среднего класса. Выпускник Американского колледжа Гватемалы, в 1975 году он поступил на экономический факультет Университета Сан-Карлос-де-Гватемала (USAC), проявил себя как блестящий студент и стал активным членом Ассоциации университетских студентов (Asociación de Estudiantes Universitarios, AEU) USAC, генеральным секретарём которой он был избран 22 мая 1978 года.
Он также был членом студенческой группы FRENTE, возникшей в 1976 году во многом на основе Патриотической рабочей молодёжи (JPT) — молодёжного крыла запрещённой после переворота 1954 года коммунистической Гватемальской партии труда. В отличие от других марксистских организаций в охваченной гражданской войне в Гватемале вроде Партизанской армии бедняков (EGP) и Революционного студенческого фронта «Робин Гарсия» (FERG), FRENTE и связанная с ним фракция ГПТ надеялись сместить правоавторитарный режим не вооружённой борьбой, но посредством массовых движений, забастовок и выборов. В 1978 году FRENTE в союзе с левыми преподавателями, сгруппированными в Vanguardia Universitaria, удалось завоевать не только пост генерального секретаря AEU (в лице Оливерио Кастаньеды), но и должность ректора университета (в лице Сауля Осорио Паса), а также руководящие роли в Профсоюзе университетских работников (STUSC).
Кастаньеда принимал активное участие в политической борьбе и организовал множество антиправительственных маршей протеста в ответ на нарушения прав человека властями и эскадронами смерти. Так, AEU провела демонстрацию протеста с массовым участием представителей коренных народов через два дня после резни 29 мая 1978 года в Пансосе, где силовики расстреляли более полусотни крестьян, мирно протестовавших против отчуждения земель иностранными корпорациями. Бойня в Пансосе и подавление городских протестов заставили университетских лидеров FRENTE занять более воинственную позицию, оказывая поддержку FERG и другим группам, связанным с Партизанской армией бедняков.
В конце сентября 1978 года Кастаньеда как лидер AEU и член Чрезвычайного комитета государственных служащих и бюджетных работников (CETE) сыграл активную роль в организации всеобщей забастовки в знак протеста против резкого повышения цен на проезд в общественном транспорте. Правительство отреагировало жёстко, арестовав десятки протестующих, ранив и покалечив ещё большее количество людей. Однако в результате кампании власти были вынуждены согласиться с требованиями протестующих, включая установление субсидии на общественный транспорт. Столкнувшись с ростом низовых протестов и первыми успехами Сандинистской революции в соседней Никарагуа, правительство Лукаса Гарсии активизировало в стране государственный террор: так, 6 октября бывший руководитель Профсоюза работников почты и телеграфа был убит эскадроном смерти, а профессор университета и лидер христианских демократов Рене де Леон Шлоттер подвергся обстрелу, в результате которого погиб его водитель.

## Убийство
Начиная с осени 1978 года государство и крайне правые указывали на студенческих лидеров и интеллектуалов Университета Сан-Карлоса как на возможных политических лидеров оппозиции (сам президент заявлял, что университет является центром подрывной деятельности). 19 октября, накануне традиционного шествия в память о Гватемальской революции 1944 года, Секретная антикоммунистическая армия (Ejército Secreto Anticomunista, ESA) пригрозила расправой 39 гражданам: в «чёрный список» входило и имя Оливерио Кастаньеды. В связи с недавними событиями ещё до появления этих угроз были приняты некоторые меры по защите Кастанеды. Было принято решение, что руководство AEU не будет участвовать в марше на следующий день, а только в последующем митинге. Однако он и другие лидеры всё же решили принять участие в марше 20 октября.
Марш прошёл без инцидентов, завершившись в Парке Сентенарио у Дворца правительства (Palacio Nacional), где Кастаньеда выступил с речью, осуждавшей нарушения прав человека со стороны сил государственной безопасности и прямо обвинявшей тогдашнего министра внутренних дел Дональдо Альвареса Руиса в волне террора. Знаменитые заключительные слова речи Кастаньеды: «Они могут убить наших лидеров, но пока есть люди, будет и революция» — оказались трагически провидческими. 
Около 13:00 он с группой студентов покинул парк, и когда они пересекали оживлённую главную улицу города (Sexta Avenida) буквально в квартале от Национального дворца, раздалось несколько выстрелов, из проходившей машины с официальными полицейскими номерами выскочил вооружённый мужчина и открыл огонь из пулемёта по Кастаньеде. Раненный пулей, последний упал на обочине дороги, после чего сообщник нападавшего из другой машины добил студенческого лидера (по информации Джона Ли Андерсона, по нему продолжали стрелять из трех проходивших машин и с мотоцикла). Полицейские бездействовали, позволив злоумышленникам беспрепятственно покинуть. Кастаньеда же вскоре скончался от полученных смертельных ранений. В ходе стрельбы пострадали и другие люди. Последний выстрел по Кастаньеде стал доказательство того, что тот стал жертвой преднамеренного покушения, в том же контексте, что и другие подобные случаи, затрагивающие студенческих лидеров, и было связано с правительственной речью, обвиняющей USAC в подрывной деятельности.

## Последствия
Безнаказанность этого преступления и отсутствие расследования со стороны государственных органов привели к тому, что Комиссия по расследованию исторических событий Гватемалы (Comisión para el Esclarecimiento Histórico, CEH) предположила, что ответственность за гибель Кастаньеды несёт разведывательный отдел президентской администрации (Estado Mayor Presidencial). Исполнителями преступления считаются Секретная антикоммунистическая армия и связанная с ней террористическая организация «Белая рука».
Через пятнадцать дней после убийства Оливерио Кастаньеды исчез его преемник Антонио Чиани Гарсиа. Таким образом, благодаря своей видной роли в народных мобилизациях 1978 года студенческая ассоциация стала первой целью кампании государственного террора, направленной на демонтаж народного движения. В последующие 18 месяцев почти все студенческие лидеры и политизированные (даже связанные с легальными партиями) преподаватели университетов, получали угрозы. В начале 1979 года «эскадроны смерти» усилили свою кампанию против интеллигенции страны, нападая и убивая преподавателей университета, представителей прессы, юристов, врачей и политических лидеров оппозиции: были застрелены лидер Социал-демократической партии Альберто Фуэнтес Мор, студенческий и профсоюзный лидер Рикардо Мартинес Солорсано, генеральный секретарь университета при Осорио Пасе Мануэль Лисандро Андраде Рока, бывший мэр столицы и директором Центра городских и региональных исследований (CEUR) USAC Мануэль Колом Аргета и другие.
Ассоциация студентов Университета Сан-Карлоса вскоре была переименована в честь своего покойного лидера (Asociación de Estudiantes Universitarios «Oliverio Castañeda de León»). В 2003 году участок улицы, на которой он был убит, был переименован в его честь в улицу Оливерио Кастаньеды де Леона. Советский поэт Владимир Шлёнский посвятил ему один из своих стихов («Монолог Оливерио Кастаньеды» в «Политической поэме»).
Спустя 30 лет после убийства Оливерио Кастаньеды президент Гватемалы Альваро Колом вручил ему высшую награду страны — «Орден Кетцаля». Президент от имени правительства Гватемалы попросил у семьи прощения и заявил: «Медаль не сможет вернуть ни секунды его жизни, но послужит свидетельством его жизненного пути». Награду принимали мать и другие члены семьи.